# Red House Painters (Bridge)
Red House Painters è il terzo album in studio del gruppo musicale statunitense Red House Painters, pubblicato nel 1993.
Il disco è noto anche come Bridge ("Ponte" in lingua inglese, per via del ponte che è raffigurato sulla copertina) o come Red House Painters II, per distinguerlo dal precedente album del gruppo, anch'esso eponimo.

## Tracce
Testi e musiche di Mark Kozelek, eccetto dove indicato.
1. Evil – 7:20
2. Bubble – 5:31
3. I Am a Rock – 5:32 (Paul Simon)
4. Helicopter – 5:22 (Kozelek, Jerry Vessel)
5. New Jersey (Electric Version) – 4:24
6. Uncle Joe – 5:58
7. Blindfold – 8:26
8. The Star-Spangled Banner – 2:28 (Francis Scott Key, John Stafford Smith)

Tracce bonus
1. Shock Me – 4:49 (Ace Frehley)
2. Sundays and Holidays – 3:00
3. Three-Legged Cat – 1:41
4. Shock Me (Acoustic) / (Untitled Instrumental) (traccia fantasma) – 10:40 (Frehley; Kozelek)